# 掌門詩社
掌門詩社是台灣的現代詩社，在1979年1月成立，同時創辦《掌門詩刊》，主要成員有鍾順文、古能豪、陳文銓等高雄地區的詩人。

## 資料來源
1. ↑  彭瑞金/著，《台灣新文學運動40年》，高雄市：春暉出版社，2004年9月再版，頁195。